# 堀内貴晃
堀内 貴晃（ほりうち たかあき、1977年（47 - 48歳）-）は、日本の作曲家である。

## 概要
石川県出身。石川県立金沢二水高等学校を経て武蔵野音楽大学音楽学部作曲科卒業。作曲を田辺恒弥に師事。長く合唱に親しんでいたことから作品には合唱曲が多いが、声楽、器楽を問わず様々な編成のための作編曲を行っている。
2001年に混声合唱組曲「野菜畑のソクラテス」で朝日作曲賞佳作。2004年に混声合唱組曲「キリンの洗濯」で朝日作曲賞入賞。

## 主要作品
- 混声合唱とピアノのための組曲「猫祭」（1999、詩：高塚かず子）
- 混声合唱組曲「野菜畑のソクラテス」（平成13年度朝日作曲賞佳作）（2001、詩：八木幹夫）
- 「子守唄」
  - （混声版・2001）
  - （女声版・2003）
- 「雲」～無伴奏女声合唱のための小組曲～（2002）
- 「出発」（混声三部合唱＋ピアノ）（2002）
- 「薔薇」～無伴奏混声合唱のための～（2003）
- 混声合唱組曲「キリンの洗濯」（平成16年度朝日作曲賞）（2004、詩：高階杞一）
- 「おれは歌だ　おれはここを歩く」～アメリカ先住民3つの詩～（混声合唱＋ピアノ）（2004、訳詞：金関寿夫）
- 「みみをすます」～混声合唱と打楽器のための～（2004、詩：谷川俊太郎）
- 「鈴の音のハーモニー」（混声合唱）（2004）
- 「朝に」（混声合唱）（2005）
- 「おしえて下さい」～無伴奏混声合唱のための～（2006）
- 「つばさ、風に乗って」（混声合唱。ピアノ伴奏版、オーケストラ伴奏版）（2006）
- 混声合唱とピアノのための組曲「水の旅」（2007）
- 女声合唱とピアノのための組曲「水の旅」（2007）